# Naftohaz
Naftohaz (Oekraïens: Нефтегаз/Нафтогаз України; olie en gas van Oekraïne; Russisch: Нефтегаз/Нафтогаз Украины) of Naftohaz van Oekraïne is de Oekraïense staats-energiemaatschappij (aardolie en aardgas) en eigenaar van het grootste pijpleidingennetwerk voor het vervoer van aardgas ter wereld. De pijpleidingen van het bedrijf zijn verbonden met Rusland, Wit-Rusland, Moldavië, Roemenië, Hongarije, Slowakije en Polen. 
De voorzitter van het bedrijf is sinds maart 2005 Aleksej Ivtsjenko.

## Achtergrond
In Oekraïne begon de gasproductie in de 18e eeuw. Het eerste gasveld werd aangeboord in 1924, toen ook de eerste gasleiding werd aangelegd. De belangrijkste groei ontstond na de Tweede Wereldoorlog met de ontdekking van grote aardolie- en aardgasvoorraden in de Dnjepr-Donetskregio, de Subkarpaten en in de Zwarte Zee-Krimregio. De Oekraïense SSR was in 1944 het eerste gebied ter wereld dat aardgas exporteerde (naar Polen).

## Naftohaz
Het bedrijf ontstond na het uiteenvallen van de Sovjet-Unie. Op 14 december 2005 stelde Gazprom een consortium voor met Naftohaz over het beheer van het netwerk, maar dit werd door vicepresident Andri Lopoesjanski van de hand gewezen. 

## Kerngegevens
- Werknemers: meer dan 164.000 (begin 2005)
- Omzet: 63,2 mrd. grivna (2004)
- 97% van Oekraïense gas- en olievoorraden
- 13,8% van het bnp van Oekraïne of 5,59 mln. grivna (2004)

## Kernactiviteiten
Het bedrijf heeft als kernactiviteiten:
- Promotie van gas en olie
- Beheer van gasleidingen en gashouders
- Verkoop van aardgas
- Onderhoud van transit-gasleidingen
- Bevoorrading van aardolieleidingen
- Olieraffinage